# Selbergklass
Inom matematiken är Selbergklassen en klass av Dirichletserier som satisfierar axiom som verkar vara de essentiella egenskaperna satisfierade av de flesta L- och zetafunktioner. Klassen definierades av Atle Selberg i (Selberg 1992).

## Definition
Den formella definitionen av Selbergklassen S är mängden av alla Dirichletserier
{\displaystyle F(s)=\sum _{n=1}^{\infty }{\frac {a_{n}}{n^{s}}}}
som konvergerar absolut för Re(s) > 1 och satisfierar följande fyra axiom:
- 1. Analytiskhet: funktionen (s − 1)mF(s) är en hel funktion av ändlig ordning för något icke-negativt heltal m;

- 2. Ramanujans förmodan: a1 = 1 och {\displaystyle a_{n}\ll _{\epsilon }n^{\epsilon }} för varje ε > 0;

- 3. Funktionalekvation: det finns en gammafaktor av formen

{\displaystyle \gamma (s)=Q^{s}\prod _{i=1}^{k}\Gamma (\omega _{i}s+\mu _{i})}
där Q är reell och positiv, Γ är gammafunktionen, ωi är reella och positiva, μi är komplexa tal med icke-negativ reell del, samt att det finns ett så kallat rottal
{\displaystyle \alpha \in \mathbb {C} ,\;|\alpha |=1}
så att funktionen
{\displaystyle \Phi (s)=\gamma (s)F(s)\,}
satisfierar
{\displaystyle \Phi (s)=\alpha \,{\overline {\Phi (1-{\overline {s}})}};}
- 4. Eulerprodukt: För Re(s) > 1 kan F(s) skrivas som en produkt över primtalen:

{\displaystyle F(s)=\prod _{p}F_{p}(s)}
med
{\displaystyle F_{p}(s)=\exp {\Big (}\sum _{n=1}^{\infty }{\frac {b_{p^{n}}}{p^{ns}}}{\Big )}}
och för något θ < 1/2
{\displaystyle b_{p^{n}}=O(p^{n\theta }).\,}

### Allmänna källor
- Selberg, Atle (1992), ”Old and new conjectures and results about a class of Dirichlet series”, Proceedings of the Amalfi Conference on Analytic Number Theory (Maiori, 1989), Salerno: Univ. Salerno, s. 367–385 Reprinted in Collected Papers, vol 2, Springer-Verlag, Berlin (1991)
- Conrey, J. Brian; Ghosh, Amit (1993), ”On the Selberg class of Dirichlet series: small degrees”, Duke Mathematical Journal 72 (3):  673–693, doi:10.1215/s0012-7094-93-07225-0
- Murty, M. Ram (1994), ”Selberg's conjectures and Artin L-functions”, Bulletin of the American Mathematical Society, New Series (American Mathematical Society) 31 (1):  1–14, doi:10.1090/s0273-0979-1994-00479-3
- Murty, M. Ram (2008), Problems in analytic number theory, Graduate Texts in Mathematics, Readings in Mathematics, "206" (Second), Springer-Verlag, Chapter 8, doi:10.1007/978-0-387-72350-1, ISBN 978-0-387-72349-5
- Ivić, Aleksandar (2013), The theory of Hardy's Z-function, Cambridge Tracts in Mathematics, "196", Cambridge: Cambridge University Press, ISBN 978-1-107-02883-8